# Auerhuhn
Das Auerhuhn (Tetrao urogallus) ist eine Vogelart aus der Familie der Fasanenartigen (Phasianidae) und der Ordnung der Hühnervögel (Galliformes). Es ist zugleich der größte Hühnervogel Europas. Es besiedelt Nadel-, Misch- und Laubwaldzonen von Schottland über Nordeuropa bis in den Osten Zentralsibiriens. In Europa besiedelt es heute boreale und gemäßigte Zonen oberhalb von 1000 Metern über dem Meeresspiegel. Nur sehr vereinzelt kommt es derzeit auch in tieferen Lagen vor wie beispielsweise in Polen und der Niederlausitz. Noch bis in die 1970er Jahre waren autochthone Auerhuhnvorkommen etwa im hessischen Spessart und Knüllgebirge bekannt, konnten sich jedoch, infolge der zunehmenden Kulturgatterung (Wildzäune) durch die Forstwirtschaft, dort nicht mehr länger halten.
Das Auerhuhn ist sehr scheu und stellt große Anforderungen an seine Umgebung. In Mitteleuropa ist es nur noch selten und nur in alten, unberührten Bergwaldregionen anzutreffen, z. B. in Österreich, Südtirol, der Schweiz, Slowenien, in Deutschland im Berchtesgadener Land, im Schwarzwald, im Bayerischen Wald und im Fichtelgebirge. Da es ein sehr geringes Ausbreitungspotenzial hat, sind Kleinpopulationen rasch isoliert. Am Großen Arber gibt es ein Schutzgebiet für Auerhühner.

## Verbreitung

### Generelles Verbreitungsgebiet

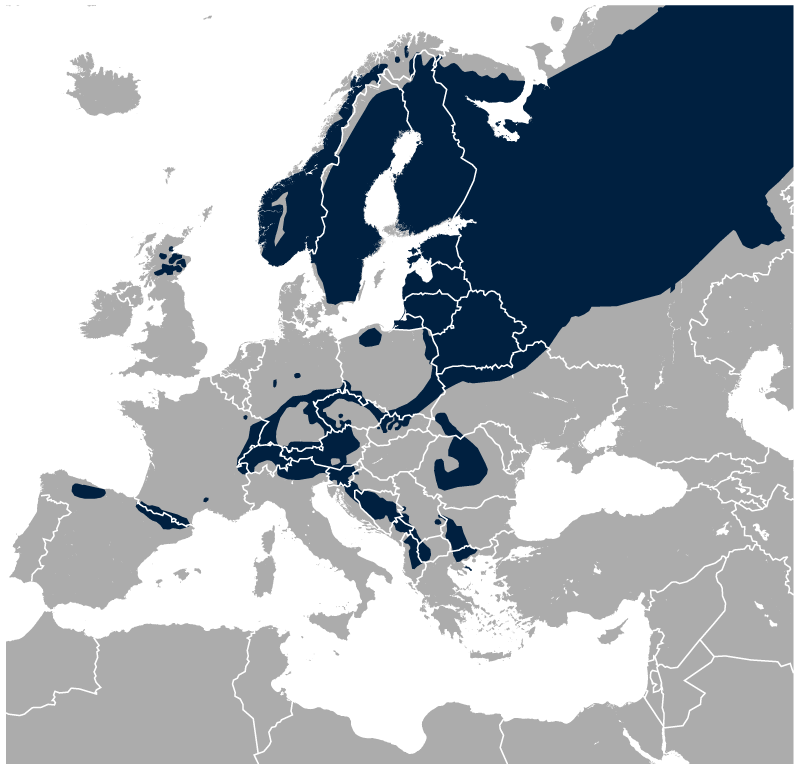
Verbreitungsgebiet in Europa

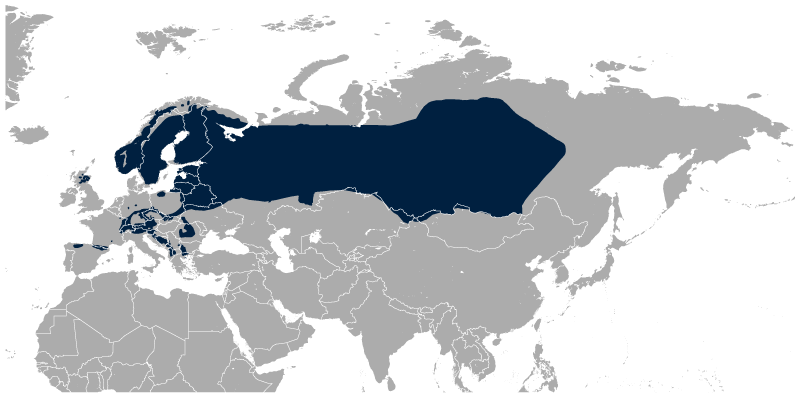
Gesamtes Verbreitungsgebiet

Das Auerhuhn ist ein Standvogel der großen, lichten Waldgebiete Europas und Nordasiens. Sein ursprünglicher Lebensraum umfasst in erster Linie die Taiga Nord- und Osteuropas, daneben auch die ursprüngliche Nadelwaldzone der Alpen und Mittelgebirge. Große und geschlossene Vorkommen des Auerhuhns finden sich noch in den borealen Nadelwäldern Europas, wo die Art zwar großteils rückläufig ist, aber laut IUCN noch bei 1,5 bis 2 Millionen Tieren liegt und daher von ihr als „nicht gefährdet“ (Least concern) eingestuft wird. Als wesentliche Ursachen des Rückgangs werden Einflüsse aus der modernen Forstwirtschaft angegeben, welche die Waldstruktur für die Art nachteilig verändert. Obwohl die Jagd auf Auerhühner in allen Ländern reguliert oder verboten ist, werden insbesondere in Teilen von Süd- und Osteuropa erhebliche Verluste durch Wilderei angenommen.

### Verbreitung nach Unterarten
In Skandinavien siedelt die Nominatform Tetrao urogallus urogallus. In Schottland war das Auerhuhn bereits um 1760 ausgerottet. Der dortige Bestand geht in erster Linie auf schwedisches Auerwild zurück, das man 1837 und 1838 ausgesetzt hatte. Im Gegensatz zu anderen Ländern (Irland, Dänemark) verlief die Aussetzung erfolgreich.
Die Unterart Tetrao urogallus rudolfi (Dombrowski 1912) siedelt in den ukrainischen (Naturschutzgebiet Gorgany) und rumänischen Karpaten und den Rhodopen in Bulgarien, Tetrao urogallus pleskei in Belarus, der Nordukraine und weiten Teilen des europäischen Russlands, Tetrao urogallus uralensis (Menzbier) im südlichen Ural und Südwestsibirien ostwärts bis nach Barnaul, Tetrao urogallus karelicus in Finnland und im russischen Karelien, Tetrao urogallus lonnbergi auf der Halbinsel Kola, Tetrao urogallus volgensis im zentralen und im südöstlichen europäischen Russland, Tetrao urogallus taczanowskii in Zentralsibirien, südwärts bis zum Altai und bis zur nordwestlichen Mongolei und Tetrao urogallus obsoletus vom Onegasee über Nordrussland und Nordsibirien bis zur unteren Lena. In älterer Literatur werden die Vorkommen östlich Skandinaviens als Populationsinseln von Tetrao urogallus urogallus beschrieben, so dass unterschiedliche Auffassungen über die Zahl der Unterarten bestehen.
Im zentralen Europa, von Deutschland und den Alpen bis in das südwestliche Baltikum, das westliche Belarus, in die östlichen Karpaten und in den Dinariden und deren südlichen Ausläufern bis nach Nordmazedonien siedelt die deutlich größere Unterart Tetrao urogallus major (C. L. Brehm 1831). Die Populationen Mitteleuropas sind akut gefährdet und isoliert, stehen also nicht im Austausch miteinander. Das größte Vorkommen Mitteleuropas findet sich in den Alpen. Das Auerhuhn ist mittlerweile in allen Alpenregionen mit Ausnahme Österreichs, das die größte Population besitzt, unter Schutz gestellt worden. Liechtenstein (1962), die Schweiz (1971), Italien (1989) und Slowenien (1993) haben die Bejagung eingestellt, in der Schweiz ist die Art als stark gefährdet eingestuft und in der Provinz Südtirol seit 2007 geschützt. In Frankreich lebt Tetrao urogallus major noch im Jura und in den Vogesen. In den französischen Alpen starb das Auerhuhn Ende der 1990er Jahre aus. In den Pyrenäen lebt die etwas kleinere Unterart Tetrao urogallus aquitanicus, in den Cevennen wurde eine Kreuzung aus beiden Unterarten angesiedelt. Im Kantabrischen Gebirge in Nordwestspanien wird noch die Unterart Tetrao urogallus cantabricus (Castroviejo) unterschieden.

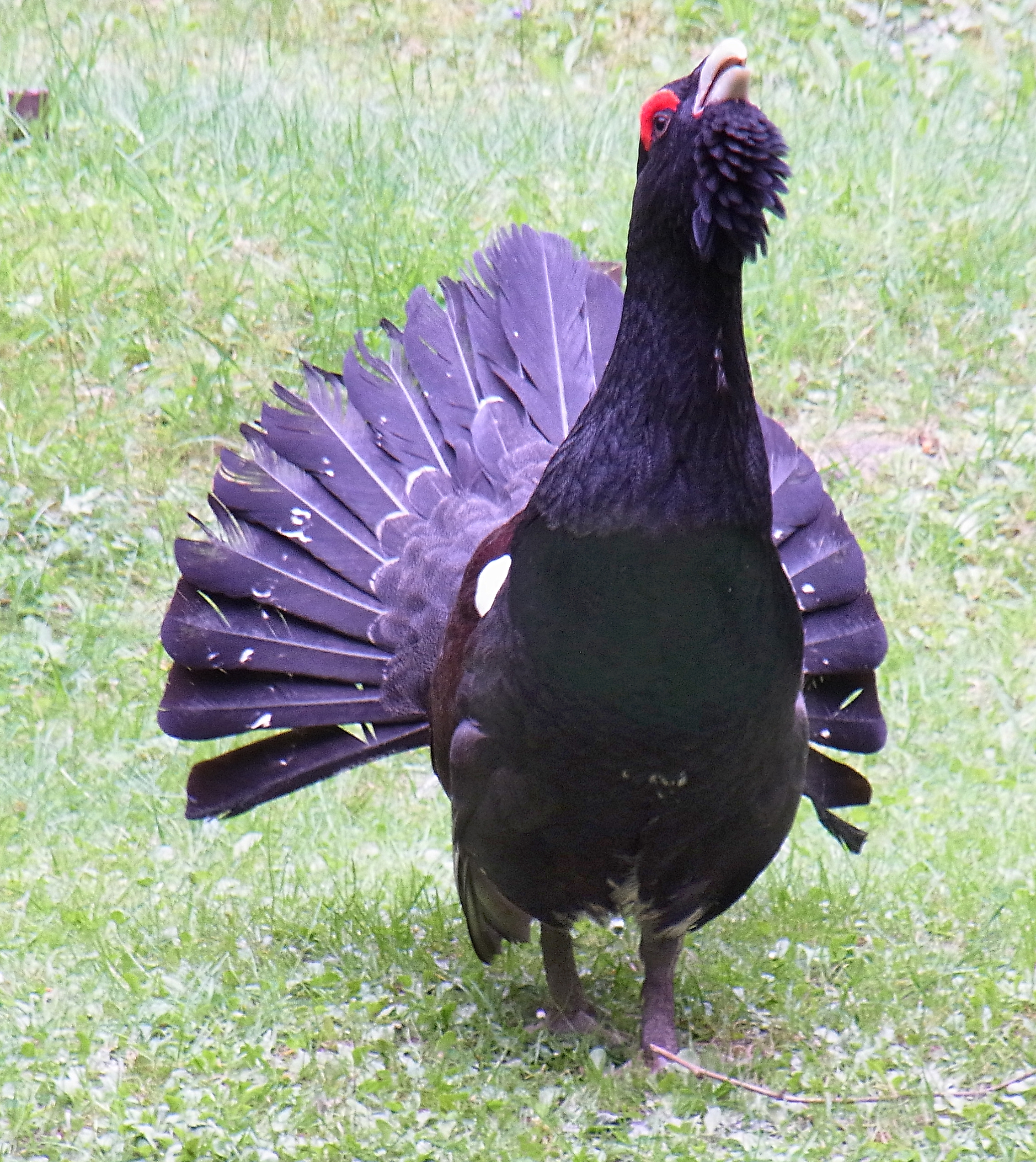
Auerhahn der Unterart Tetrao urogallus major im Nationalpark Bayerischer Wald

#### Deutschland
In Deutschland steht das Auerhuhn bundesweit als vom Aussterben bedrohte Vogelart auf der „Roten Liste“ und unterliegt einer ganzjährigen Schonzeit. Neben der alpinen Population im Nationalpark Berchtesgaden besiedelt es hauptsächlich den Schwarzwald, den Bayerischen Wald und das Fichtelgebirge. Im Nationalpark Schwarzwald hat sich ein in der Summe relativ stabiler größerer Bestand erhalten, während die Gesamtpopulation im Schwarzwald weiterhin rückläufig ist. Im Nationalpark Bayerischer Wald existiert eine überlebensfähige Population, ein kleiner Bestand im Fichtelgebirge wurde im letzten Jahrzehnt noch als relativ stabil eingeschätzt.
In weiteren Gegenden wie im Erzgebirge, im Frankenwald, im Oberpfälzer Wald, im Odenwald oder im Spessart stirbt die Art aus oder ist bereits verschwunden. Im Harz und im Hochsauerland wurden die Auswilderungsprogramme eingestellt, die Restpopulationen gelten als erloschen.
Ein Bestand im Thüringer Schiefergebirge schrumpfte jahrzehntelang auf eine kritische Zahl, aktuell gibt es jedoch erste Anzeichen einer Erholung. Eine Ansiedlung von Tetrao urogallus urogallus in der Niederlausitz scheint erfolgreich. Beide Kleinpopulationen werden auf absehbare Zeit nicht die kritische Größe, die zu einer Selbsterhaltung notwendig ist, erreichen und auf aufwändige stützende Maßnahmen angewiesen sein. (s. u.: Bestand)

### Ursachen von Populationsrückgängen
Hauptgrund für das Zurückgehen der Auerhuhnvorkommen, insbesondere in Mitteleuropa, ist der Verlust von geeigneten Lebensräumen. Da das Auerhuhn hohe Ansprüche an sein Habitat stellt, sind Schutzmaßnahmen schwer zu realisieren. Für eine stabile Population werden etwa 50.000 ha zusammenhängende und ausreichend strukturierte Fläche benötigt. Die Populationen verhalten sich äußerst labil gegenüber Infrastrukturprojekten, welche sie in ihrem Lebensraum einschränken und die Tiere bis hin zum Stresstod (im Winter) stören können.
Umstritten ist der Einfluss weiterer Faktoren, zum Beispiel Störungen im Habitat oder der Einfluss von Beutegreifern (Prädatoren). So spielt in Mitteleuropa die hohe Prädatorenzahl (Fuchs, Baum-, Steinmarder, Habicht, Schwarzwild u. v. m.) eine stark einschränkende Rolle. In integrativen Jagdkonzepten muss daher versucht werden, deren Zahl gering zu halten. Eine moderate, regulierte Bejagung, insbesondere im Herbst, gilt den Modellannahmen nach als mit der Erhaltung der Bestände verträglich, wenn hier auch teilweise noch Wissenslücken bestehen. Die Jagd auf Auerhühner ist in allen Ländern reguliert oder verboten. Durch Wilderei in Teilen von Süd- und Osteuropa werden erhebliche Verluste angenommen.
Der Tourismus und zunehmender Besucherdruck in den Verbreitungsgebieten sind weitere Gründe für den Rückgang. Da die meisten Populationen voneinander isoliert sind, findet kein ausreichender genetischer Austausch statt, was sich negativ auf die Konstitution auswirkt. Es wird derzeit versucht, nach dem Trittsteinkonzept einen genetischen und individuellen Austausch zu ermöglichen (dies insbesondere zwischen den Teilgebieten im Schwarzwald).

## Kennzeichen

### Männchen und Weibchen

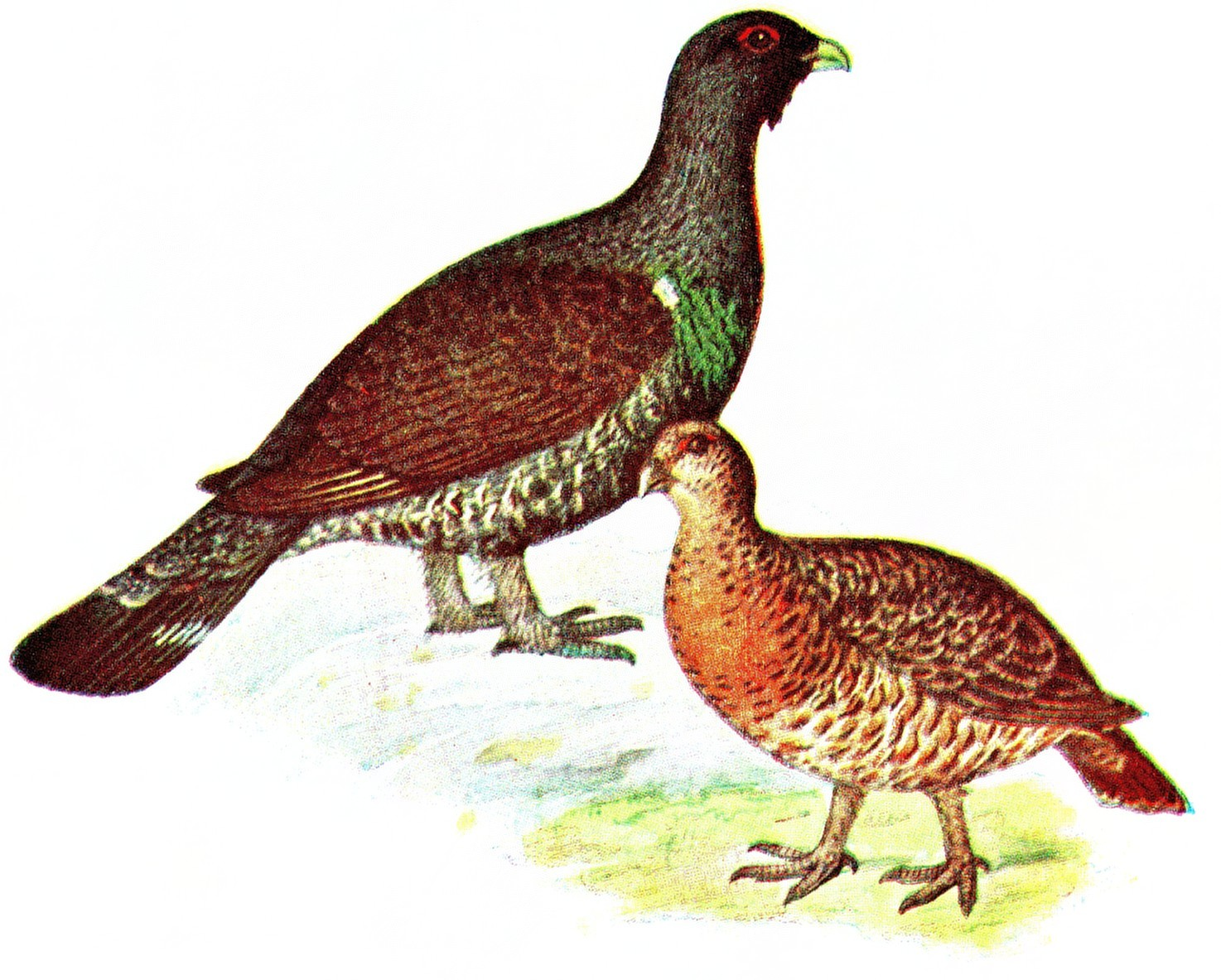
Hahn und Henne des Auerhuhns

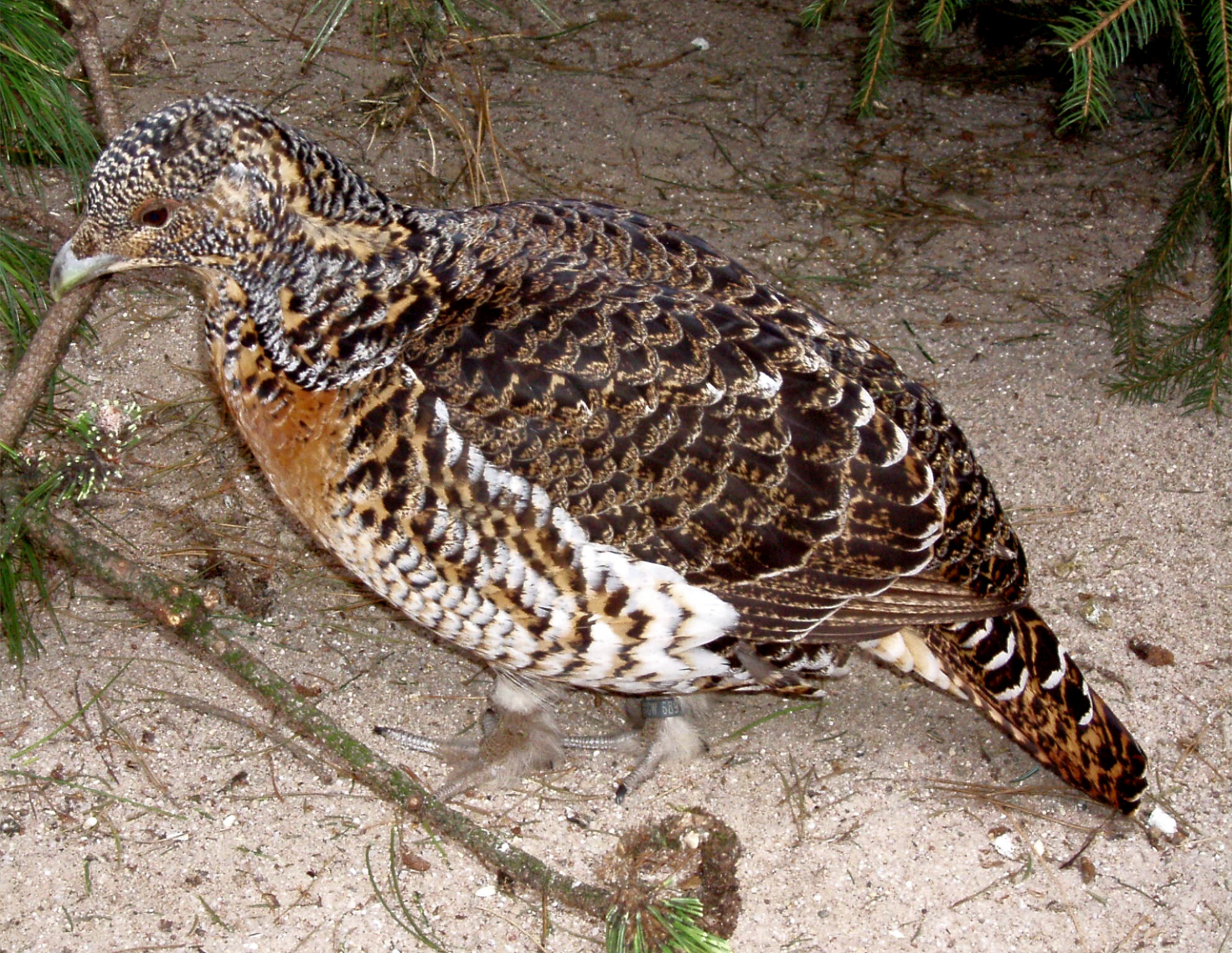
Auerhenne

In der Gestalt unterscheiden sich Auerhahn und Auerhenne ganz deutlich voneinander:
- Der auffallend größere Auerhahn – Gewicht ca. 4–5 kg, Größe 1 m, Flügelspannweite 90 cm – ist dunkelgrau bis dunkelbraun gefärbt mit einem metallisch glänzenden grünen Brustschild.

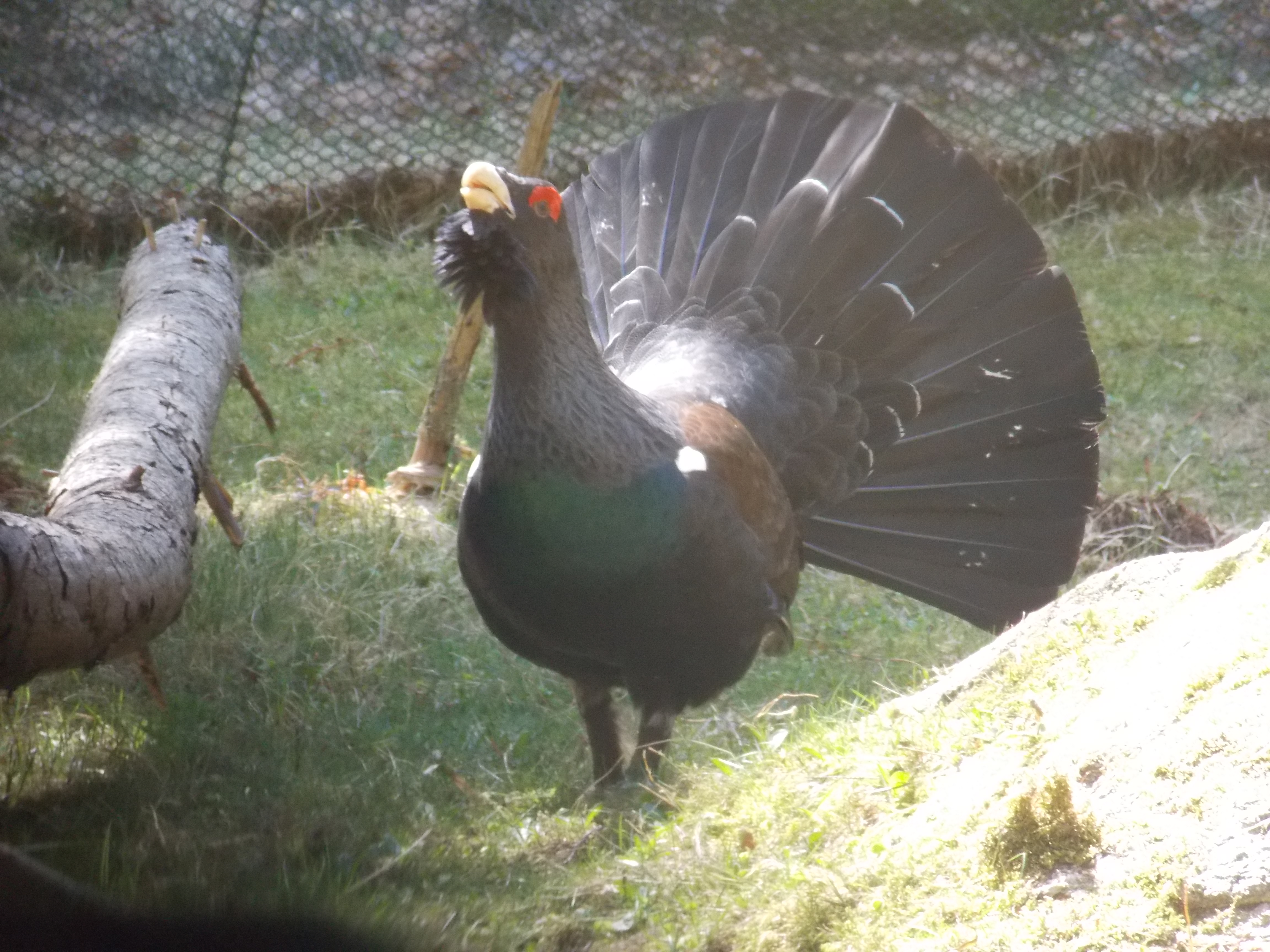
Auerhahn im Nationalpark Bayerischer Wald

- Auerhahn im Nationalpark Bayerischer WaldDie Auerhenne ist mit einem Gewicht von ca. 2,5 kg bzw. einer Größe von 60 cm und einer Flügelspannweite von ca. 70 cm deutlich kleiner als der Hahn. Ihr Gefieder ist oberseits braun gefärbt mit schwarzen und silbernen Querbändern, unterseits etwas heller, gelblicher.

### Gemeinsamkeiten
Gemeinsam ist beiden Geschlechtern ein weißer Spiegel am Schwingenbug. Vor allem im Winter sind die Füße befiedert, seitlich der Zehen stehen kleine Hornstifte ab (Schneeschuh-Effekt), wovon die Familienbezeichnung „Raufußhühner“ abgeleitet wird.
Diese sog. Balzstifte bilden sich im Winter auch meistens ziemlich deutlich in der Fährte im Schnee ab. Dabei ist eine Unterscheidung der Geschlechter meist problemlos an der Größe der Trittsiegel möglich.
Über den Augen zeigt sich bei Hahn und Henne beiderseits eine nackte, auffallend rote Hautstelle, die sogenannte Rose.

### Küken
Die Auerhuhnküken sind in ihrer frühesten Jugend ähnlich gefärbt wie die Hennen und haben eine charakteristische schwarze Kopfplatte. Später, ab etwa Anfang August verändert sich die Färbung der Hahnenküken zunehmend mehr in Richtung auf das spätere Aussehen, ihr Gefieder wird dunkler, insgesamt sind sie dann auch schon deutlich größer als die Hennenküken.
Auerhuhn-Eier entsprechen in Größe und Form in etwa Hühnereiern, sie sind aber meist deutlich braun gefleckt.

### Losung
Die Losung des Auerwildes besteht je nach Jahreszeit und aufgenommener Nahrung aus ca. 1 cm breiten und 5–6 cm langen Walzen von harter oder breiiger Konsistenz. Im Winter sind Nadelreste erkennbar. Das sog. Falz- oder Balzpech, eine schwarzglänzende Ausscheidung des Blinddarms, wird das ganze Jahr über abgegeben, hat also keinen Bezug zur Balz.

### Flugverhalten
Beim Fliegen sind Auerhühner besonders beim Start schwerfällig und
polternd, weshalb sie dichte Wälder meiden. Im Flug werden immer wieder Gleitflug-Phasen eingelegt, wobei ein charakteristisches Pfeifen zu hören ist. Generell ist das Auerhuhn kein gewandter Flieger und bevorzugt die Fortbewegung am Boden; wenn es aufgestört wird, strebt es meist zu Fuß die nächste Deckung an.

## Lebensweise

### Lebensraum

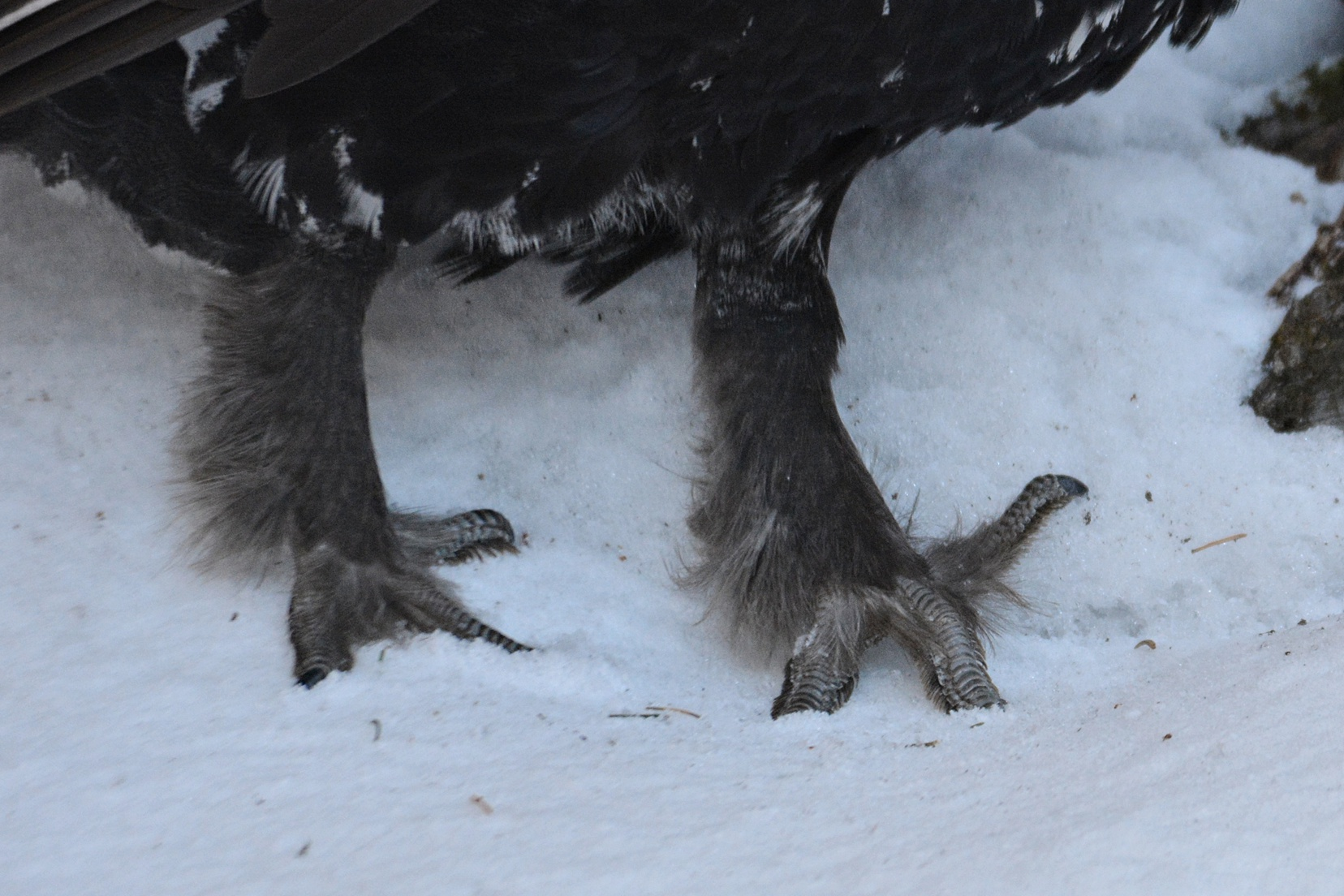
Dargestellt sind die befiederten Läufe eines Auerhahns im Winter.

Der ursprüngliche Lebensraum des Auerhuhns sind nadelbaumreiche, lichte, stufige Wälder mit reicher Bodenvegetation aus überwiegend Heidelbeerkraut. Hieran ist es aufgrund seiner bevorzugten Nahrung, seines Sicherheitsbedürfnisses und seines Flugverhaltens hervorragend angepasst – „zu gut“ angepasst, da es letztlich nicht in der Lage ist, in anderen Waldaufbauformen zu überleben.
An ihren Lebensraum stellen die Auerhühner, insbesondere die Auerhennen, die Küken führen, folgende Ansprüche: Notwendig ist eine innige Mischung aus Nahrungsangebot – v. a. Heidelbeersträucher – und Deckung mit Übersicht.
Diese Qualitätskriterien erfüllen normalerweise am besten lichte Althölzer aus Fichte und Kiefer mit reichlich Bodenvegetation und beginnender Verjüngung an nicht zu steilen, trockenen Hängen, also kurz gesagt: alte dicke Bäume, dazwischen schon stellenweise nachwachsende Verjüngung, um sich darin zu verstecken, hinreichend Sicht und Flugmöglichkeit. Als Bodenvegetation wünscht sich das Auerhuhn möglichst viele Beerensträucher, seine Lieblingsnahrung. Und das Ganze sollte vorzugsweise an einem schwach geneigten, südlich exponierten Hang liegen. In den Tieflagen sind solche Waldformen häufig durch menschliche Übernutzung der Wälder, vor allem aber durch Streunutzung entstanden.
In den klimatisch rauen Hoch- und Kammlagen der Mittelgebirge und des Hochgebirges sowie in der Taigaregion in Skandinavien und Russland wachsen die Wälder von Natur aus eher lückig, so dass sich dort ganz natürlich derartige, für die Auerhühner optimal geeignete Waldstrukturen bilden.
Dichte, jüngere Waldteile werden meist gemieden, da sie häufig weder Deckung noch Nahrung bieten und zudem den Flug dieses großen Vogels behindern.

### Nahrung
Das Auerhuhn ist ein hochspezialisierter Pflanzenfresser; im Sommerhalbjahr ernährt es sich fast ausschließlich von Heidelbeerblättern und Beeren, daneben auch von Grassämerei und jungen Sprösslingen. Als Küken in den ersten Lebenswochen sind die Auerhühner auf tierische Proteine in Form von Insekten angewiesen, wobei das Angebot an erreichbarer Nahrung sehr stark vom Witterungsverlauf abhängt.
Im Winter besteht die Nahrung hauptsächlich aus Nadeln und Knospen von Kiefer, Fichte, Tanne und Buche. Zum Aufschließen und Zermahlen ihrer Nahrung nehmen die Auerhühner Magensteinchen, sog. Gastrolithen auf.

### Siedlungsdichte
Grundsätzlich ist die Siedlungsdichte des Auerhuhns ebenso wie bei den meisten anderen Tierarten von der Qualität des Biotops abhängig; die höchste Siedlungsdichte ergibt sich dabei in sonnendurchfluteten, lichten, alten beerkrautreichen Mischwäldern aus Fichte, Kiefer, Tanne und etwas Buche.
Dabei liegt die Dichte, bezogen auf den Frühjahrsbestand, bei etwa 4 Auerhühnern je 100 ha. In ähnlichen Siedlungsdichten lebt das Auerwild auch in Taiga und Tundra. Das Auerhuhn war also nie, entgegen vielen jagdlichen Legenden, eine Tierart, die in großer Dichte gelebt hat. Erwachsene Hähne, die streng territorial leben, beanspruchen ein Streifgebiet von etwa 50 bis 60 ha besiedelbare Fläche, Hennenreviere sind etwa 40 ha groß, wobei sich die Reviere von Hähnen und Hennen überschneiden können.

### Tagesablauf

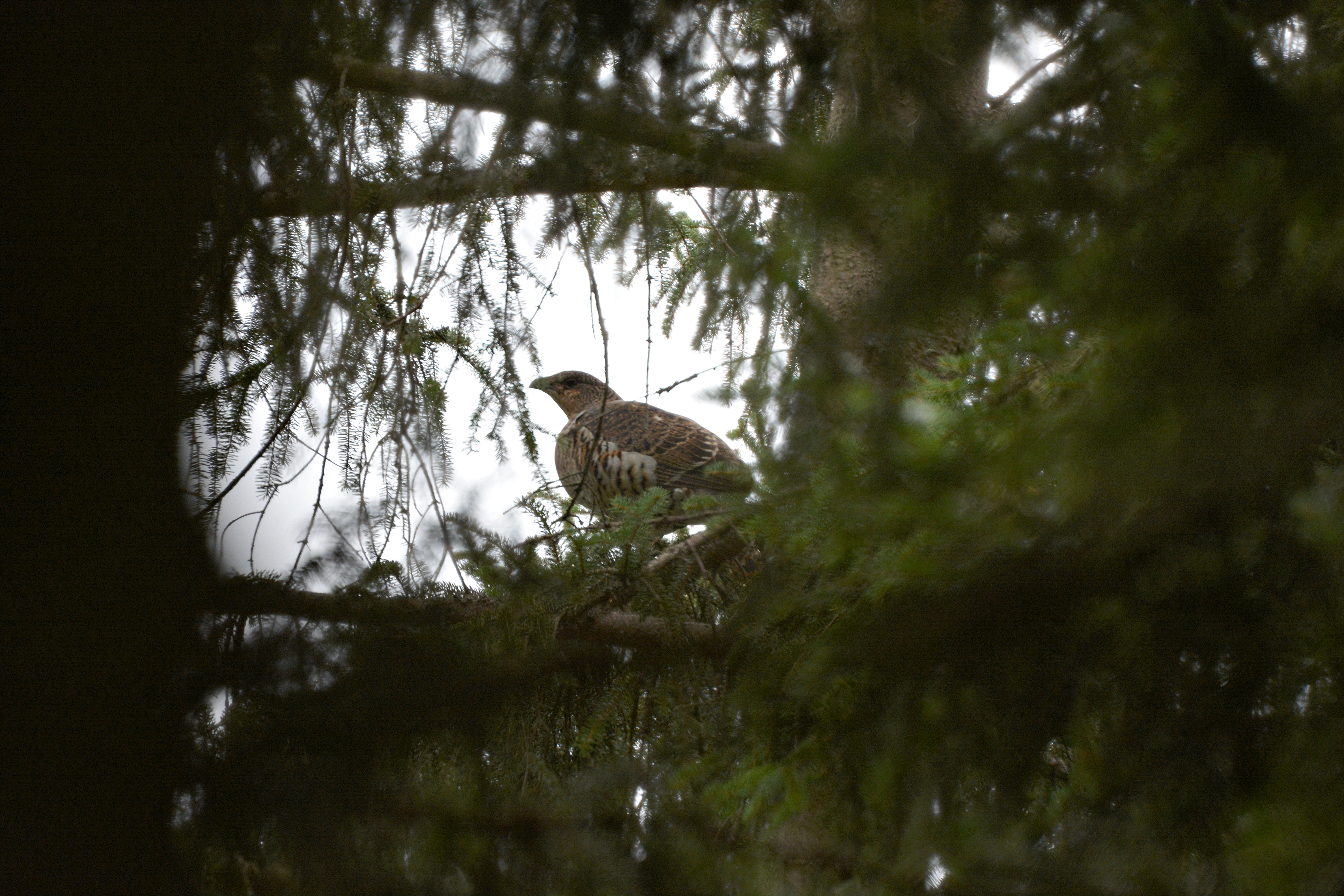
Eine Auerhenne sucht auf den Zweigen einer Weißtanne Deckung.

Auerhühner sind typischerweise Tagtiere, d. h. ihre Aktivität beschränkt sich fast ausschließlich auf die hellen Stunden des Tages. Die Nacht verbringen sie normalerweise auf Bäumen; dabei suchen sie sich alte Bäume, in deren starkem Geäst sie sitzend schlafen. Derartige Schlafbäume werden oft für mehrere Tage beibehalten, weshalb sich unter ihnen dann häufig viel Losung findet. Brütende Auerhennen verbringen die Nacht am Boden, ebenso wie die Küken führenden Hennen in den ersten Wochen nach dem Schlüpfen. Zur übrigen Zeit sind die Hennen deutlich seltener am Boden zu finden als die Hähne. Besonders im Winter sind die meisten Fährten im Schnee Hahnenfährten.

## Fortpflanzung

### Balz

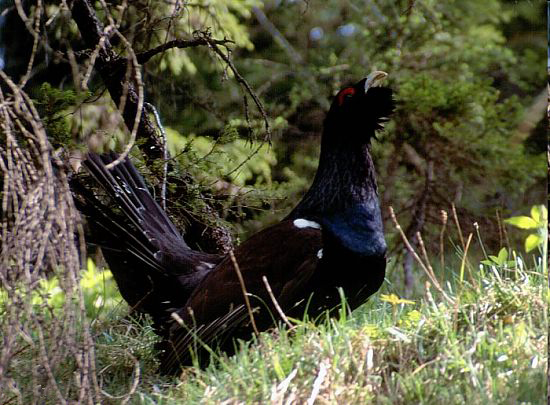
Balzender Auerhahn

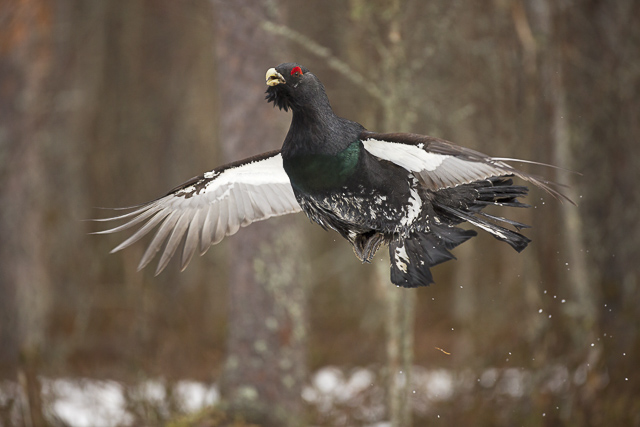
Auerhahn beim Flattersprung während der Bodenbalz, Finnland

Die Balzzeit des Auerwildes beginnt je nach Witterungsverlauf, Vegetation und Höhenlage im März und dauert etwa bis Anfang Juni. Dabei findet zu Beginn der Morgendämmerung die Baumbalz auf einem aussichtsreichen, starkastigen Baum (dem Balzbaum) statt. Auffallend ist dabei die Haltung – gefächerter, steil aufgerichteter Schwanz und hochgereckter Kopf – und der Balzgesang, die Balzarie, bestehend aus dem Knappen mit dem Schnabel
(Brocker), dem Trillern, das sich zum Hauptschlag überschlägt und schließlich dem Wetzen, auch Schleifen. Die Strophe (Gstanzl, Gsetzl) dauert etwa sechs Sekunden.
Später, hauptsächlich wenn Hennen vorhanden sind, geht die Balz am Boden weiter (Bodenbalz). Hierzu verstreicht der Hahn von seiner in der Nähe gelegenen Singwarte zu einer Bestandslücke, um dort weiter zu balzen. Die Hennen halten sich nach einer Zeit des Umherstreichens nur während der kurzen Zeit der Hauptbalz am Balzplatz auf, wo sie dann auch vom jeweils ranghöchsten Hahn getreten werden. In dieser Phase sind Auerhühner Störungen gegenüber am empfindlichsten, selbst durch einzelne Beobachter können die Hennen zur Flucht veranlasst werden, wodurch ein Tretakt während der relativ kurzen, empfängnisbereiten Zeit verhindert wird.
Während der Balz erreicht der Testosteronspiegel des Auerhahns das Hundertfache seines Normalwerts. Deshalb sind Auerhähne in der Fortpflanzungszeit äußerst aggressiv. Manche Tiere greifen sogar Menschen an, die ihr Revier betreten. Ein Stock zur Abwehr der Schnabelhiebe und das unverzügliche Verlassen des Reviers beenden diese unliebsamen Begegnungen jedoch auf eine für beide Seiten glimpfliche Weise.
Im Herbst findet daneben die Herbstbalz statt; dabei werden jedoch nur die Balzgebiete für die kommende Saison abgegrenzt.

### Brutzeit

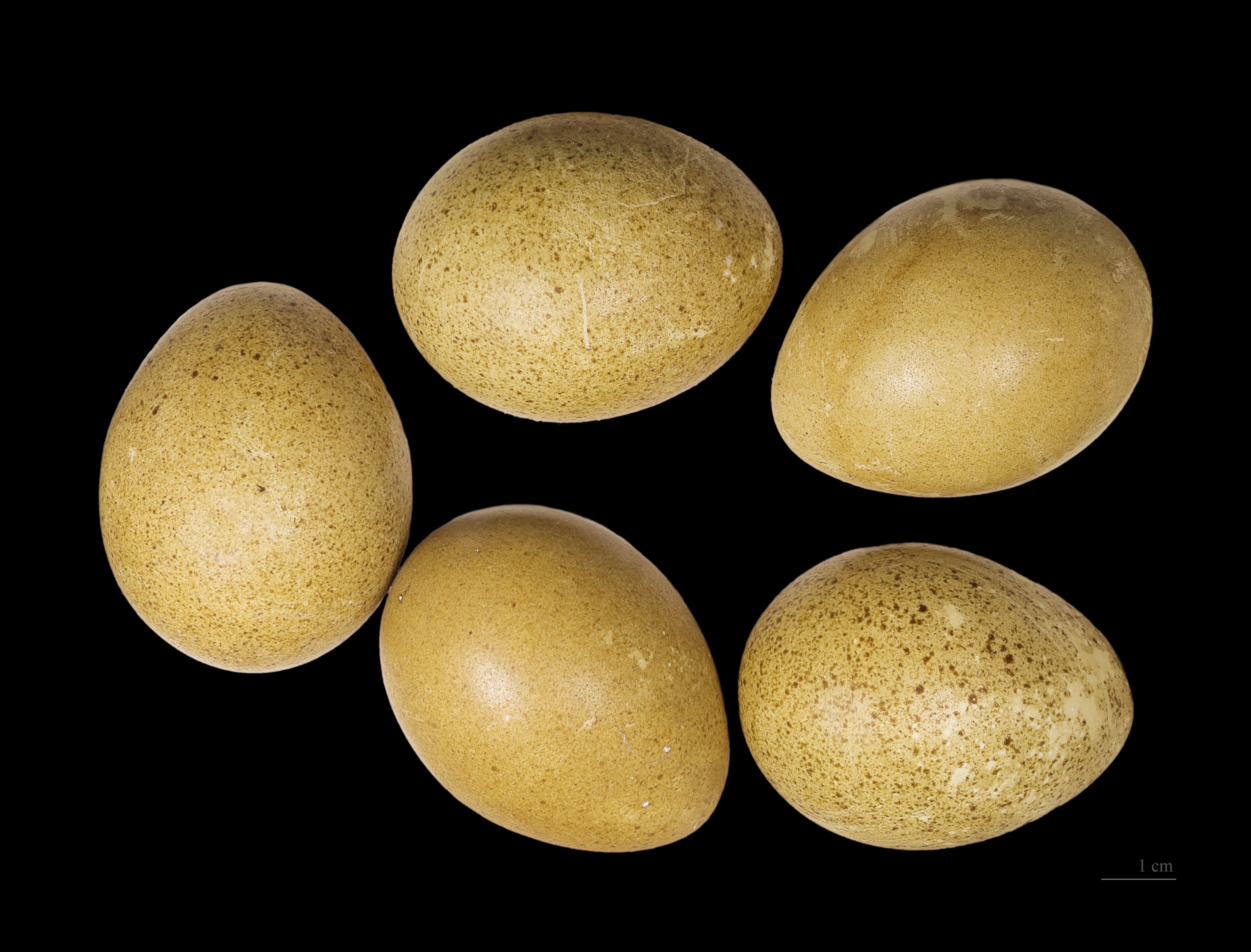
Eier von Tetrao urogallus urogallus

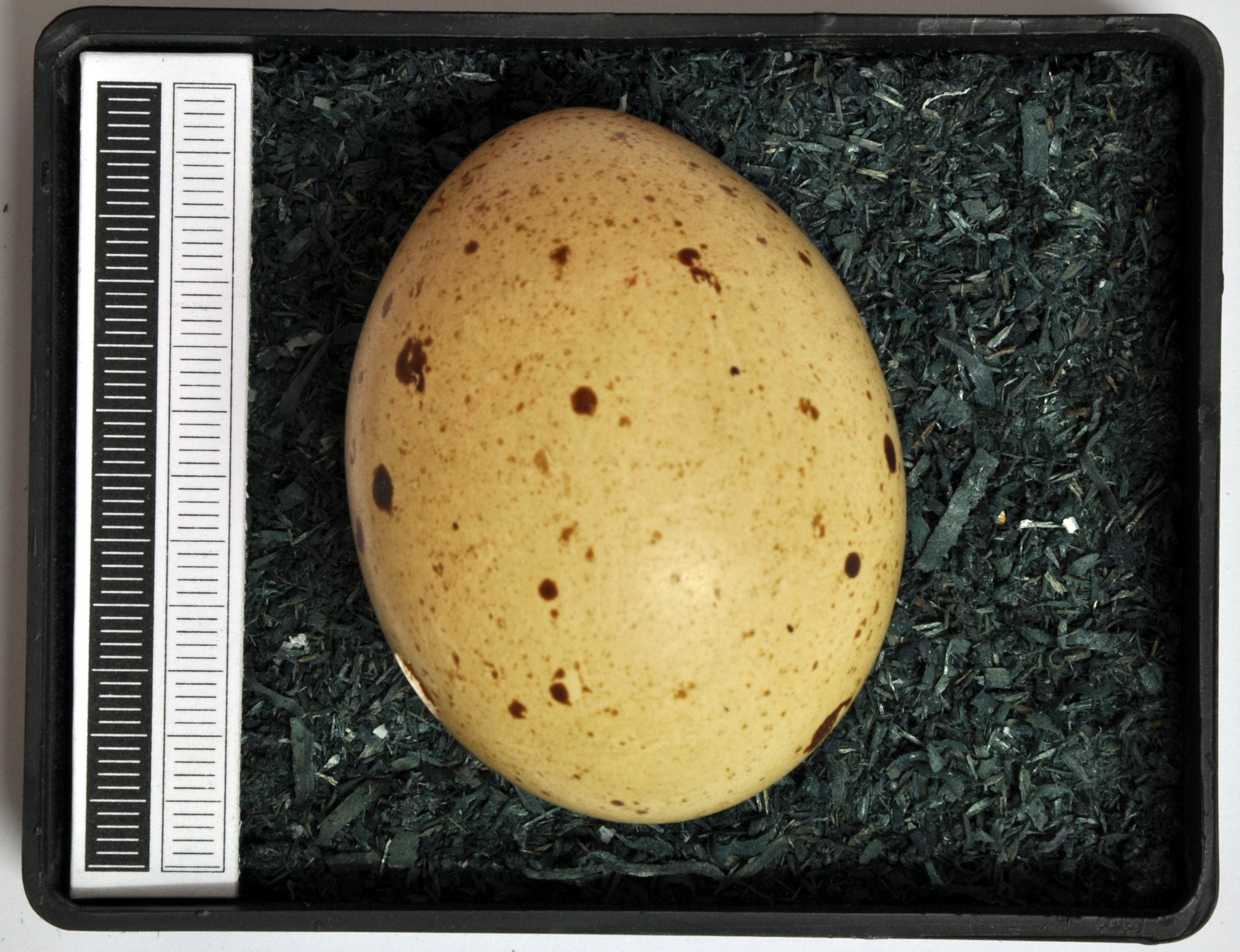
Gelege, Sammlung Museum Wiesbaden

Etwa drei Tage nach dem Tretakt beginnt die Henne mit der Eiablage, innerhalb von 10 Tagen ist dann das Gelege mit durchschnittlich 8, in Extremfällen zwischen 5 und 12 Eiern fertig gelegt. Die anschließende Brut dauert je nach Witterung und Höhenlage zwischen 26 und 28 Tagen.
In der Anfangszeit sind die Hennen sehr störungsempfindlich, sie verlassen dann sehr schnell den Brutplatz. Später dulden sie Störungen meist, ducken sich tief in ihr gewöhnlich unter Ästen oder Wipfeln verstecktes Nest.

### Aufzucht
Nach dem Schlüpfen müssen die Küken – wie alle Hühnervögel Nestflüchter – etwa 14 Tage lang von der Henne gehudert (gewärmt) werden, bis sie in der Lage sind, ihre Körpertemperatur von selbst aufrechtzuerhalten. Dabei sind sie häufig nur für Minuten in der Lage, sich von der wärmenden Henne zu entfernen und nach Nahrung zu suchen. In dieser Zeit brauchen sie zudem hauptsächlich tierische Proteine in Form von Insekten, v. a. Raupen und Puppen. Von entscheidender Bedeutung ist daher zu dieser Zeit neben der Störungsarmut der Witterungsverlauf: Bei nasskaltem Wetter müssen die Küken häufiger und länger gehudert werden, zugleich sind die Insekten weniger aktiv, also auch weniger erreichbar.
Etwa Anfang September lösen sich die Gesperre auf; anfangs verstreichen die Junghähne, später auch die Junghennen.

## Das Auerhuhn in der Kulturlandschaft

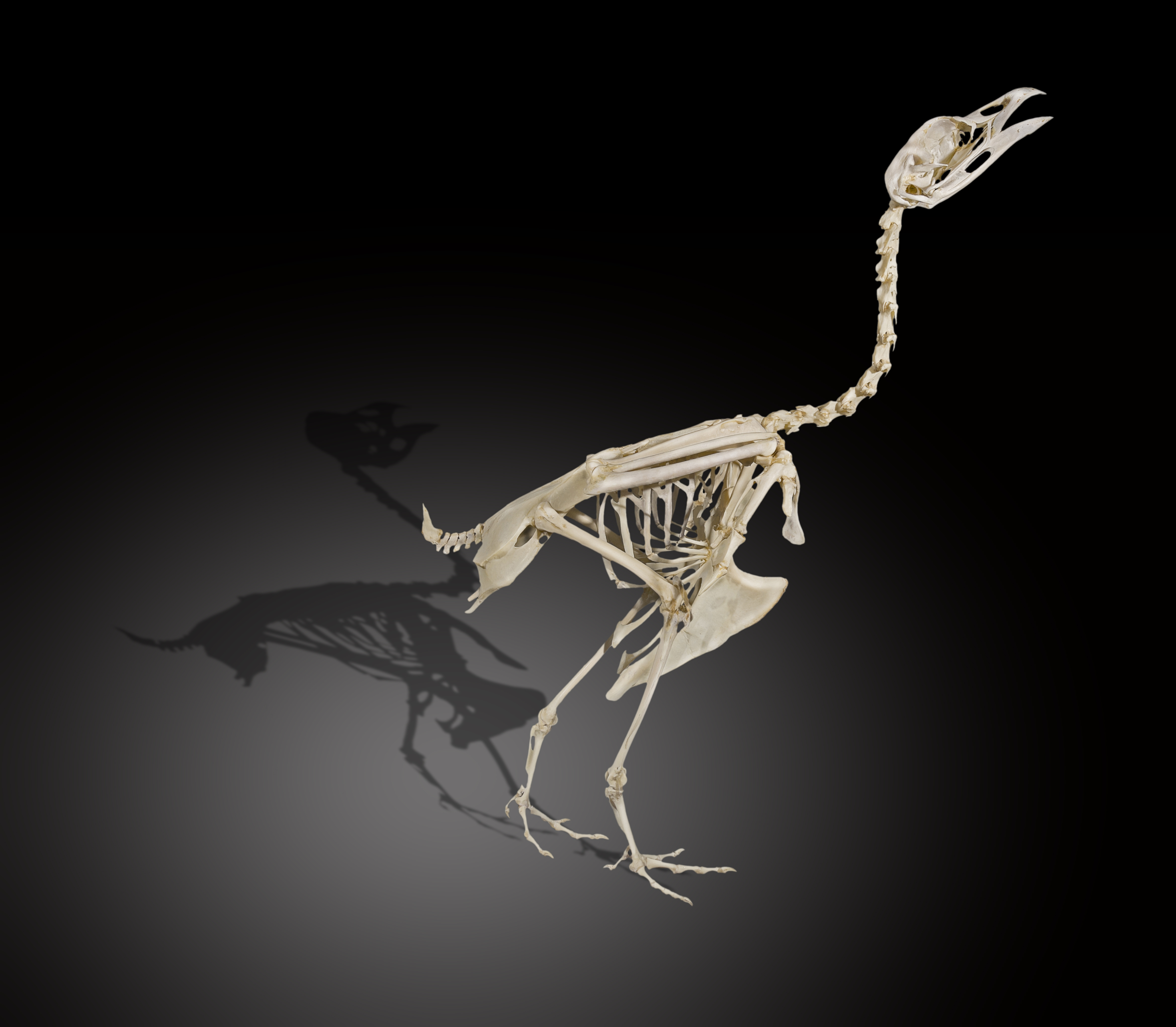
Skelett von Tetrao urogallus

Die wichtigsten Ursachen für den zu beobachtenden Rückgang der Auerhühner sind, neben der hohen Anzahl an Beutegreifern, die Intensivierung der Forstwirtschaft und die zunehmende Beunruhigung durch Touristen. Die Intensivierung der Forstwirtschaft trotz Klimawandels bedeutet weiterhin eine Förderung des einschichtigen Altersklassenwaldes mit einer zunehmenden Walderschließung und Wegebau, Fichtenmonokulturen und sehr dichte Waldbestände bis ins Starkholzalter mit einem entsprechenden Verlust an Bodenvegetation. Entsprechend gehen insbesondere Heidelbeeren zurück, die für Auerhühner eine wichtige Nahrungspflanze darstellen. Intensivierung bedeutet auch Pestizideinsatz und eine Entwässerung der Waldmoore.
Das Auerwild untersteht in Deutschland dem Schutz des Bundesjagdgesetzes mit ganzjähriger Schonzeit und damit der Hegepflicht.
Als forstliche Maßnahme ist es erforderlich, auf großen Flächen einen möglichst vielseitigen Wald zu schaffen und zu erhalten, der die Habitatansprüche der Auerhühner erfüllt. Dabei muss besonders der Anteil der alten, lichten, beerkrautreichen Waldbestände gefördert werden; auch müssen Verbindungskorridore zwischen derartigen besiedelungsgünstigen Teilen erhalten bleiben. Nachteilig ist eine intensive „Verdrahtung“ der Landschaft mit Forstkulturzäunen, da diese für das Auerwild vor allem bei der Flucht zu unsichtbaren Flugbarrieren werden, an denen sie sich schwer verletzen können oder sogar zu Tode kommen.
Hegemaßnahmen beschränken sich i. d. R. auf forstliche und jagdliche Maßnahmen. Mit der Ausweisung von Wildschutzgebieten mit Regelungen zur Betretung und einschränkenden, jagdlichen Vorgaben wird versucht, den Erholungsverkehr während der störungsempfindlichen Zeit zu kanalisieren. Flankierend zu sonstigen Maßnahmen muss das Raubwild scharf bejagt werden.
Die Forstliche Versuchs- und Forschungsanstalt Baden-Württemberg leitete bis 2019 ein Forschungsprojekt, das den Einfluss von Windenergieanlagen auf Auerhühner untersucht.

## Bestand
Die Gesamtpopulation Europas wurde 2004 auf 760.000 bis 1.000.000 brütende Paare geschätzt, das entspricht 2.280.000 – 3.000.000 Individuen in Europa und hochgerechnet 5 bis 10 Millionen Individuen im gesamten eurasischen Verbreitungsgebiet (BirdLife International). 95 Prozent des europäischen Bestandes entfallen auf das europäische Russland und Fennoskandinavien. In Mitteleuropa wurde die Anzahl brütender Weibchen 2005 auf zwischen 6.300 und 11.300 geschätzt.

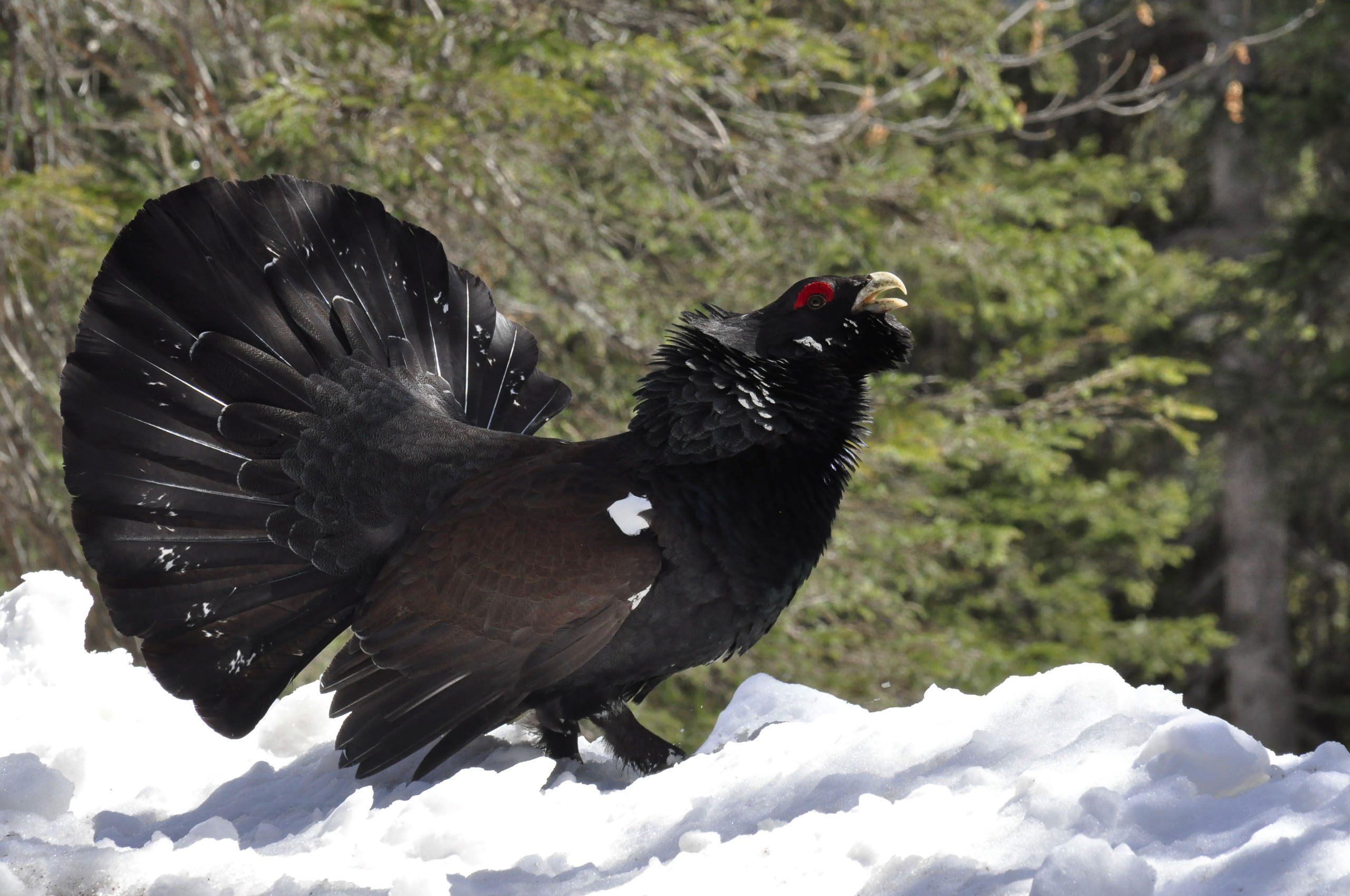
Auerhahn auf Balz, Steiermark

In der Schweiz wurden 450–500 Brutpaare (2008) bzw. 1.000 Individuen (2010) geschätzt, die in fünf territorial isolierten Populationen leben, im Jura, am westlichen und am zentralen Alpennordrand, am östlichen Alpennordrand mit Nord- und Mittelbünden sowie im Engadin mit den angrenzenden Bündner Südtälern. Die alpinen Bestände in Italien (4.000 – 6.000 Individuen in den Karnischen Alpen, der Region Friaul-Julisch Venetien, in Südtirol und im Trentino) und Slowenien (1.200 Individuen in den Julischen Alpen und zum kleinen Teil im Dinarischen Gebirge) gelten als stabil bis abnehmend. In Liechtenstein wird ein Restbestand (4–8 Paare) vermutet, doch fehlen aktuelle Bestandserhebungen. In den französischen Alpen gibt es seit 2000 keine Auerhühner mehr.
Im gesamten Mitteleuropa gab es bereits zu Beginn des 19. Jahrhunderts Bestandsrückgänge und teilweises Erlöschen von Randpopulationen. So erloschen die Bestände in den Ardennen bereits um 1820 und in Niedersachsen um 1850. Um 1900 gab es weiträumige Bestandserholungen und Arealausweitungen in den Südalpen und den tieferen Lagen des Nord- und Ost-Alpenvorlands. Seit Ende der 1940er Jahre gingen die Bestände in Mitteleuropa weiträumig und drastisch zurück. In Westungarn erloschen die Bestände 1963, in Rheinland-Pfalz und Nordrhein-Westfalen in den 1970er Jahren, im Norden des Juras in den 1990er Jahren. In Sachsen-Anhalt gab es in den letzten Jahren keine Funde mehr. In Polen und der Slowakei gibt es kleine isolierte Restbestände (50 Tiere im Tatra-Nationalpark, Kleinpopulationen im Karpatenvorland und in der Niederschlesischen Heide), die langfristig zum Teil geringe Überlebenschancen haben. Mit Mitteln der EU wurden Auswilderungsaktionen schwedischer Auerhennen im Bory Dolnośląskie (Naturreservat Niederschlesische Heide) bei Ruszów in der polnischen Oberlausitz und in der Puszcza Augustowska (Waldkomplex im Natura-2000-Schutzgebiet Rospuda-Tal) bei Augustów in Podlachien realisiert. Bei Ruszów wurden im Frühjahr 2014 drei von 14 Hennen brütend vorgefunden.
Der Bestand in Tschechien wird auf etwa 150 Hähne geschätzt und lebt verstreut in teilweise bedrohten (Mährisch-Schlesische Beskiden, Gratzener Bergland, Erzgebirge) oder aussterbenden (östliches Riesengebirge, Niederes Gesenke) und in neu angesiedelten (Altvatergebirge, Böhmischer Wald) kleinen Populationen. Auf der Böhmisch-Mährischen Höhe ist das Auerhuhn ausgestorben. Derzeit werden Tiere im Brdy ausgewildert. 250 Tiere entfallen auf den Böhmerwald.
Der Bestand in Frankreich wird auf 3.500 – 6.000 Individuen geschätzt. Davon entfällt der Großteil auf die Population der Pyrenäen. Der Bestand in den Vogesen wurde in den 1970er Jahren auf 250 – 280 Hähne geschätzt. 2008 wurden noch 50 Hähne gezählt, was einem Bestand von 100 Tieren entspricht. Ab 2002 verzeichnete die Groupe Tétras Vosges (GTV) einen leichten Anstieg des Bestandes. Zwanzig Jahre später registrierten Wissenschaftler jedoch nur noch fünf bis sechs Individuen. Zwischen 1976 und 2004 wurde das Auerhuhn wieder in den Cevennen angesiedelt. Im nordwestspanischen Kantabrischen Gebirge wurden 2000–2003 627 Individuen in 13 isolierten Subpopulationen gezählt. Das Verbreitungsgebiet schrumpfte in 22 Jahren um 66 % und ist heute 300 km von der Nachbarpopulation in den Pyrenäen entfernt.

### Österreich
Der Gesamtbestand in Österreich wurde 2008 mit 25.000 Individuen angegeben, 2002 wurden 10.000 – 11.000 Hähne geschätzt. In Randverbreitungsgebieten in Österreich abseits des alpinen Hauptverbreitungsgebietes, im Mühlviertel und im Waldviertel, sind die Bestände fast erloschen. Randbestände im Hausruckviertel, in Kärnten, Niederösterreich, der Steiermark und Vorarlberg drohen ebenfalls die Verbindung zu den Hauptpopulationen zu verlieren und sich zu isolieren. Das Vorkommen im Böhmerwald gilt seit Ende der 1990er Jahre als erloschen (Oberösterreichischer Landesjagdverband), 2002 gelangen jedoch ganz vereinzelte Nachweise im Grenzraum zu Tschechien. Im Freiwald wurde eine einzelne Henne beobachtet. Im Jagdjahr 2023/2024 wurden in Österreich 419 Stück Auerwild erlegt, davon allein in Tirol 110 Stück, in der Steiermark 103 Stück und 98 Stück in Kärnten. Keinen Abschuss gab es in den Bundesländern Burgenland, Wien, Vorarlberg und Niederösterreich. 33 Stück wurden als Federwildverluste registriert.

### Deutschland
In Deutschland wurden 2005 in verschiedenen Quellen 570 bis 770 Brutpaare angegeben. Im nationalen Bericht zur EU-Vogelschutzrichtlinie 2014 wurden 750 bis 1200 Hähne gezählt, das entspricht einem Rückgang von 75 % in 25 Jahren.

#### Auswilderungen und Schutzmaßnahmen
Seit 1950 wurden in Deutschland 4.800 Tiere freigelassen, die meisten Auswilderungsprojekte sind eingestellt worden.

##### Niedersachsen und Nordrhein-Westfalen
Ab 1976 zog das Land Niedersachsen in einer Zuchtstation im Harz rund 1000 Tiere auf. Knapp 25 Jahre später wurde der Bestand trotzdem nur auf etwa ein Dutzend Vögel geschätzt. Das Programm wurde 2003 eingestellt. Auswilderungen im Hochsauerland wurden 2014 wegen Erfolglosigkeit beendet.

##### Baden-Württemberg
Die Forstliche Versuchs- und Forschungsanstalt Baden-Württemberg konnte immerhin im Nordschwarzwald einen Teilerfolg vermelden. Dort stieg die Zahl von ca. 110 (1998) auf ca. 190 Tiere (2007). Die weiteren Teilpopulationen blieben aber wie oben erwähnt rückläufig. Im Gesamtschwarzwald lag die Zahl laut Forstlicher Versuchs- und Forschungsanstalt im Jahr 2007 bei etwa 600. 2016 wurden allerdings nur noch gut 200 Hähne gezählt. Die Arbeitsgruppe Raufußhühner (AGR) erarbeitete einen „Aktionsplan Auerhuhn“, den das Land Baden-Württemberg 2008 verabschiedete. Ziel ist, im Schwarzwald eine stabile Auerhuhn-Population von ca. 600 Tieren zu erhalten. Innerhalb des „Aktionsplans Auerhuhn“ wurden für die verschiedenen Handlungsfelder Habitatgestaltung, Jagd, Infrastruktur, Tourismus, Forschung und Öffentlichkeitsarbeit konkrete Maßnahmen geplant, die langfristig dem Schutz der Vogelart dienen. Grundlage ist hierbei, die Belange der unterschiedlichen Interessengruppen miteinander zu vereinen und nicht gegeneinander auszuspielen. Im Gründungsjahr des Nationalparks 2014 wurden auf der Fläche des Schutzgebietes 56 balzende Auerhähne gezählt, 2023 waren es nur noch 23, immerhin sechs balzende Hähne mehr als im Jahr zuvor.

##### Bayern
Im Bayerischen Wald ausgewilderte Tiere hatten sich kaum weiter vermehrt. In den Lagen über 1000 Meter gibt es im Nationalpark Bayerischer Wald jedoch eine überlebensfähige Population, die auf rund 500 Individuen geschätzt wird. Im Naturpark Fichtelgebirge wurden 2002–2003 durch die Auswertung genetischer Fingerabdrücke auf Federn und Losung 55 Tiere gezählt. Der kleine Bestand schien 2014 stabil. Im Rahmen eines Auerhuhn-Monitorings der Landesanstalt für Wald- und Forstwirtschaft sichteten Fachleute 2022 im Fichtelgebirge nur eine Auerhenne, während in den Verbreitungsgebieten in den bayerischen Alpen und im Bayerischen Wald viele Hinweise gefunden wurden.

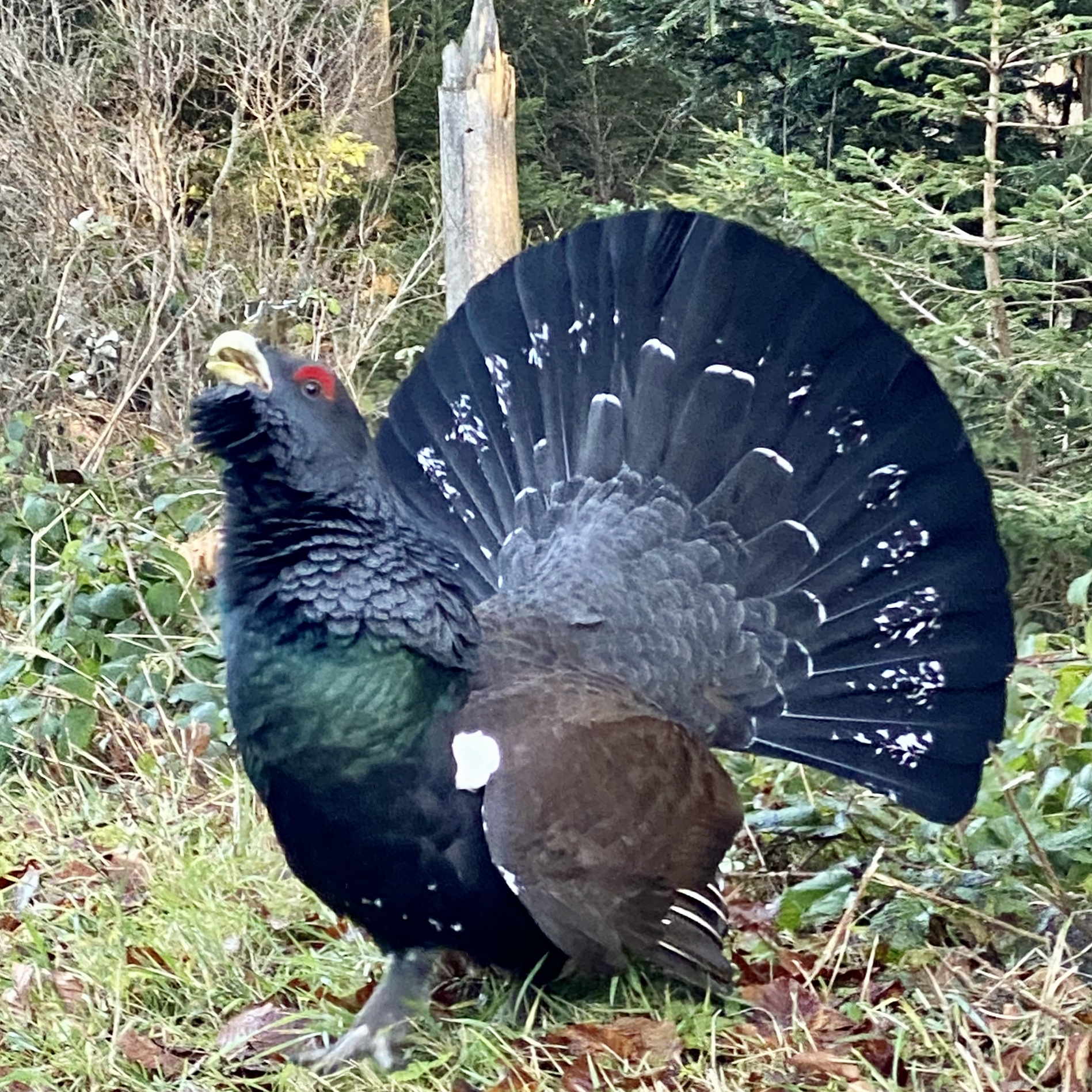
Auerhahn am Höhronen, Schweiz.

##### Thüringen
Eine akut bedrohte Kleinpopulation im Thüringer Schiefergebirge zeigt aktuell vorsichtige Erholungstendenzen. Bereits in den 1970er Jahren wurde versucht, die damals noch aus ca. 300 Auerhühnern bestehende Gruppe zu retten; trotz erheblicher Anstrengungen ist dies jedoch misslungen. Obwohl jährlich 20 Tiere ausgewildert wurden, schrumpfte der Bestand seit 1990 dramatisch. 2012 lebten wohl nur noch etwa ein Dutzend Auerhühner auf einem Areal von 36.000 ha. Bei Langenschade im NSG Uhlstädter Heide (wird zur Saale-Elster-Sandsteinplatte gerechnet) wurde aufbauend auf die von dem polnischen Biologen Andrzej Krzywinski 2007 entwickelte „Born-to-be-free-Auswilderungsmethodik“ die bundesweit einzige staatliche Aufzuchtstation für Auerwild geschaffen und Ende 2012 in Betrieb genommen. Sie ersetzt eine einfache hölzerne Anlage, in der seit 1989 ca. 300 Vögel aufgezogen wurden. Die moderne, aus 10 Volieren (1 Quarantäne) bestehende Anlage soll den Fortbestand des Restbestandes sichern helfen, dessen Vermehrung und Erhaltung im natürlichen Lebensraum ohne diese Unterstützung nicht mehr gewährleistet ist. Vom hierfür zuständigen thüringischen Forstamt Saalfeld-Rudolstadt wurden die Auswilderungsmaßnahmen 2014 auf das angestammte Kernsiedlungsgebiet in den Forstämtern Neuhaus (8 Auerhennen und -hähne im NSG Meuraer Heide) und Gehren (7 Tiere) im Naturpark Thüringer Wald ausgeweitet. Begleitet wird dies durch Maßnahmen wie die forstliche Umgestaltung von ca. 5.000 ha Waldfläche, die scharfe Bejagung von Räubern wie Fuchs und Waschbär und die Einschränkung des Fressfeindes Schwarzwild. Im April 2016 wurden in der Region drei balzende Hähne unterschiedlichen Alters gesichtet. Zudem waren im vorangegangenen Winter regelmäßig über zehn Tiere beobachtet worden, darunter erstmals unberingter Nachwuchs aus freier Wildbahn. In der Folge wurde die Aufzucht durch das Aussetzen in Schweden gefangener Auerhühner ergänzt. 2023 schätzt die Landesforstanstalt den Bestand auf „vielleicht 30, 40 Tiere“.

##### Brandenburg
27 Auerhühner, ausschließlich Hennen, von denen man hoffte, dass sie beim Fang bereits befruchtet waren, die einige Tage vorher in der schwedischen Provinz Västerbotten gefangen worden waren, wurden am 18. Mai 2012 im Naturpark Niederlausitzer Heidelandschaft ausgesetzt. Ein Jahr später erfolgte eine Ansiedlung in der nahegelegenen Rochauer Heide (Naturpark Niederlausitzer Landrücken), wo im Juli 2014 eine hier geschlüpfte Junghenne nachgewiesen werden konnte. Grundlage für dieses Pilotprojekt, das mit EU-Mitteln gefördert wird, ist das 2002 erarbeitete Brandenburger Artenschutzprogramm für das Auerhuhn. Die Bedingungen für Auerhühner haben sich in der südbrandenburgischen vom Braunkohlenbergbau beeinflussten Landschaft verbessert, weil der abgesenkte Grundwasserspiegel wieder stieg und die Stickstoff- und Schwefeleinträge sanken. Dadurch breitete sich die Heidelbeere – eine Hauptnahrung des Auerwildes – wieder aus. Aufgrund von Federfunden wurde die Größe der Population 2016 auf 30–40 Exemplare geschätzt. Im Jahr 2020 gelangen neun Brutnachweise, in den Vorjahren nur drei bis fünf. Die Mehrheit der im Jahre 2018 nachgewiesenen 101 Exemplare waren Nachkommen der aus Schweden angesiedelten Vögel.

## Sonstiges
Das Auerhuhn ist eine Art des Anhangs I der EU-Vogelschutzrichtlinie (RL 79/409/EWG), für die Vogelschutzgebiete auszuweisen sind.
Der Name der Stadt Teterow in Mecklenburg-Vorpommern leitet sich aus dem slawischen Wort teter ab, das entweder den Auerhahn oder, wahrscheinlicher, den Birkhahn nannte.
Der Auerhahn kommt auch als Wappentier vor. So wird er beispielsweise im Wappen des Landkreises Freudenstadt und in den Gemeindewappen von Seewald und Simmersfeld geführt, ebenso im Wappen der Region Mittelfinnland.
Der Auerhahn ist das Symbol der Hasseröder Brauerei Wernigerode, der ehemaligen Auerhahn-Brauerei Schlitz und der Rosenheimer Brauerei Auerbräu.
Volkstümlich wurde das schwarz-rote Tier mit dem Diabolischen in Verbindung gebracht, wenn etwa der oder ein Teufel sich „Auerhahn“ nennt – wie beispielsweise in Anderer Teil D. Johann Fausti Historien (1593, vgl. engl. «Capercailzie» in Thomas Manns Doktor Faustus) und in Georg Gottharts Tobias (1619).

## Dokumentation
- Marlene Wynants: Das Auerhuhn, Wildnis Europa, arte, 2022,[55] Online verfügbar bis 11. September 2022.